# Deepa Malik
Deepa Malik (n. 30 septembrie 1970, Sonipat⁠(d), Haryana, India) este o sportivă ce a reprezentat India. A participat la competiții asociate Jocurilor Olimpice în care a câștigat o medalie de argint.